# Le strane licenze del caporale Dupont
Le strane licenze del caporale Dupont (Le Caporal épinglé) è un film del 1962 diretto da Jean Renoir.
Il soggetto è un adattamento del romanzo omonimo di Jacques Perret.

## Trama
Giugno 1940.
Dei soldati francesi sono fatti prigionieri dai tedeschi. Fra di loro, Caporal, Pater e Ballochet, non pensano che ad evadere. Ogni momento di disattenzione delle sentinelle è un invito a fuggire. Riacciuffati, lavorano duramente nel campo di prigionia. Ma Caporal non si scoraggia. Un giorno, in compagnia di un altro prigioniero, Penche-à-gauche, riesce a raggiungere la frontiera ma viene arrestato nuovamente. Dopo parecchi altri tentativi infruttuosi i tre amici si ritrovano in un campo dove ci sono sigari e pathé di fegato a volontà.
Assalito da un terribile mal di denti, Caporal è curato da un abile dentista e si innamora di Erika, la giovane assistente. Lei fa rinascere la sua voglia di libertà.
Ballochet sceglie la via dell'evasione-suicidio: una raffica di mitraglia nella notte ed è finita.
Caporal e Pater, al settimo tentativo di evasione, salgono su un treno diretto in Francia e, proprio nel momento in cui stanno per essere ripresi dai tedeschi, un bombardamento si abbatte sul convoglio da cui fortunosamente scappano e si salvano. A piedi raggiungono Parigi occupata e su un ponte sulla Senna si dicono addio.

## Produzione

### Riprese
Le riprese avvennero durante l'inverno 1961-1962, a Vienna e dintorni, e a Parigi (ponte di Tolbiac).

## Distribuzione
A Parigi fu proiettato il 23 maggio 1962; fu selezionato per il Berlin Filmfestspiele del 1962.

## Accoglienza
Il film ebbe un gran successo: la prima settimana di proiezioni registra il record di 37.888 ingressi, alla terza i biglietti venduti raggiungono il numero di 135.180.

### Critica

#### Il rapporto conLa grande illusione
Daniele Dottorini:
«Le strane licenze del Caporale Dupont è un film che è stato spesso accostato a La grande illusione. Ancora una volta l'ambientazione militare, ancora una volta la struttura chiusa di un campo di prigionia dove si muovono figure diverse che compongono un'immagine del mondo; ancora una volta una storia di evasione. Ma non si tratta né di un remake, né di un seguito del film del 1937. Si tratta appunto di un ritorno. Renoir esplora nel film quella comunità che aveva indagato in opere come Verso la vita e La grande illusione, ma gli elementi di speranza e di fuga dalla chiusura esistenziale sembrano più tenui in questo film grigio ed astratto».

#### Il tema della libertà
(Erika a Caporal)
Jean Douchet:
«...il Caporale impara la ragione della libertà; la maniera di conquistarla che consiste nello sbarazzarsi di ogni ostacolo di qualunque ordine per essere, senza un piano prestabilito, disponibile alla vita improvvisando i suoi casi, ma soprattutto il suo scopo: lottare senza tregua contro le condizioni di esistenza che soffocano la vita e costruire un nuovo quadro di esistenza in cui nessun uomo sia sfruttato, dove ciascuno possa sbocciare liberamente»